# US Open 2001 (tennis)
De 121e editie van het Amerikaanse grandslamtoernooi, de US Open 2001, werd gehouden van 27 augustus tot en met 9 september 2001. Voor de vrouwen was het de 115e editie. Het toernooi werd gespeeld op het terrein van het USTA Billie Jean King National Tennis Center, gelegen in Flushing Meadows in het stadsdeel Queens in New York.
Het toernooi van 2001 trok 639.343 toeschouwers.

## Enkelspel

### Mannen
De als vierde geplaatste Australiër Lleyton Hewitt won het toernooi voor de eerste maal door in de finale de Amerikaan Pete Sampras met 7-64 6-1 6-1 te verslaan.

### Vrouwen
De als vierde geplaatste Amerikaanse Venus Williams won het toernooi voor de tweede keer door in de finale haar als tiende geplaatste zus Serena Williams met 6-2 6-4 te verslaan.

### Belgische deelnemers in het enkelspel
| speler            | plaatsing | resultaat    |
| ----------------- | --------- | ------------ |
| mannen            |           |              |
| Xavier Malisse    |           | vierde ronde |
| Christophe Rochus |           | tweede ronde |
| Olivier Rochus    |           | eerste ronde |
| vrouwen           |           |              |
| Justine Henin     | 6         | vierde ronde |
| Kim Clijsters     | 5         | kwartfinale  |

### Nederlandse deelnemers in het enkelspel
| speler          | plaatsing | resultaat    |
| --------------- | --------- | ------------ |
| mannen          |           |              |
| Edwin Kempes    |           | eerste ronde |
| John van Lottum |           | eerste ronde |
| Sjeng Schalken  | 24        | derde ronde  |
| Jan Siemerink   |           | tweede ronde |
| Raemon Sluiter  |           | eerste ronde |
| vrouwen         |           |              |
| Miriam Oremans  |           | tweede ronde |
| Amanda Hopmans  | Q         | eerste ronde |

## Dubbelspel

### Mannen
De Zimbabwanen Wayne Black en Kevin Ullyett wonnen in de finale van de Amerikanen Donald Johnson en Jared Palmer met 7-69, 2-6 en 6-3.

### Vrouwen
Het Amerikaans/Australisch duo Lisa Raymond/Rennae Stubbs won in de finale van het Amerikaans/Frans duo Kimberly Po-Messerli/Nathalie Tauziat met 6-2, 5-7 en 7-5.

### Gemengd
De Australiërs Rennae Stubbs en Todd Woodbridge wonnen in de finale van Lisa Raymond (Verenigde Staten) en Leander Paes (India) met 6-4, 5-7 en [11-9].

## Junioren
Meisjes enkelspel

Finale: Marion Bartoli (Frankrijk) won van Svetlana Koeznetsova (Rusland) met 4-6, 6-3, 6-4
Meisjes dubbelspel

Finale: Galina Fokina (Rusland) en Svetlana Koeznetsova (Rusland) wonnen van Jelena Janković (Joegoslavië) en Matea Mezak (Kroatië) met 7-5, 6-3
Jongens enkelspel

Finale: Gilles Müller (Luxemburg) won van Jimmy Wang (Taiwan) met 7-6, 6-2
Jongens dubbelspel

Finale: Tomáš Berdych (Tsjechië) en Stéphane Bohli (Zwitserland) wonnen van Brendan Evans (VS) en Brett Joelson (VS) met 6-4, 6-4
1881 · 1882 · 1883 · 1884 · 1885 · 1886 · 1887 · 1888 · 1889 · 1890 · 1891 · 1892 · 1893 · 1894 · 1895 · 1896 · 1897 · 1898 · 1899 · 1900 · 1901 · 1902 · 1903 · 1904 · 1905 · 1906 · 1907 · 1908 · 1909 · 1910 · 1911 · 1912 · 1913 · 1914 · 1915 · 1916 · 1917 · 1918 · 1919 · 1920 · 1921 · 1922 · 1923 · 1924 · 1925 · 1926 · 1927 · 1928 · 1929 · 1930 · 1931 · 1932 · 1933 · 1934 · 1935 · 1936 · 1937 · 1938 · 1939 · 1940 · 1941 · 1942 · 1943 · 1944 · 1945 · 1946 · 1947 · 1948 · 1949 · 1950 · 1951 · 1952 · 1953 · 1954 · 1955 · 1956 · 1957 · 1958 · 1959 · 1960 · 1961 · 1962 · 1963 · 1964 · 1965 · 1966 · 1967
↓ open tijdperk ↓
1968 (m-v-md-vd-gd) ·
1969 (m-v-md-vd-gd) ·
1970 (m-v-md-vd-gd) ·
1971 (m-v-md-vd-gd) ·
1972 (m-v-md-vd-gd) ·
1973 (m-v-md-vd-gd) ·
1974 (m-v-md-vd-gd) ·
1975 (m-v-md-vd-gd) ·
1976 (m-v-md-vd-gd) ·
1977 (m-v-md-vd-gd) ·
1978 (m-v-md-vd-gd) ·
1979 (m-v-md-vd-gd) ·
1980 (m-v-md-vd-gd) ·
1981 (m-v-md-vd-gd) ·
1982 (m-v-md-vd-gd) ·
1983 (m-v-md-vd-gd) ·
1984 (m-v-md-vd-gd) ·
1985 (m-v-md-vd-gd) ·
1986 (m-v-md-vd-gd) ·
1987 (m-v-md-vd-gd) ·
1988 (m-v-md-vd-gd) ·
1989 (m-v-md-vd-gd) ·
1990 (m-v-md-vd-gd) ·
1991 (m-v-md-vd-gd) ·
1992 (m-v-md-vd-gd) ·
1993 (m-v-md-vd-gd) ·
1994 (m-v-md-vd-gd) ·
1995 (m-v-md-vd-gd) ·
1996 (m-v-md-vd-gd) ·
1997 (m-v-md-vd-gd) ·
1998 (m-v-md-vd-gd) ·
1999 (m-v-md-vd-gd) ·
2000 (m-v-md-vd-gd) ·
2001 (m-v-md-vd-gd) ·
2002 (m-v-md-vd-gd) ·
2003 (m-v-md-vd-gd) ·
2004 (m-v-md-vd-gd) ·
2005 (m-v-md-vd-gd) ·
2006 (m-v-md-vd-gd) ·
2007 (m-v-md-vd-gd) ·
2008 (m-v-md-vd-gd) ·
2009 (m-v-md-vd-gd) ·
2010 (m-v-md-vd-gd) ·
2011 (m-v-md-vd-gd) ·
2012 (m-v-md-vd-gd) ·
2013 (m-v-md-vd-gd) ·
2014 (m-v-md-vd-gd) ·
2015 (m-v-md-vd-gd) ·
2016 (m-v-md-vd-gd) ·
2017 (m-v-md-vd-gd) ·
2018 (m-v-md-vd-gd) ·
2019 (m-v-md-vd-gd) ·
2020 (m-v-md-vd) ·
2021 (m-v-md-vd-gd) ·
2022 (m-v-md-vd-gd) ·
2023 (m-v-md-vd-gd)  ·
2024 (m-v-md-vd-gd)
Lijst van US Openwinnaars